# Greenwood (Louisiana)
Greenwood és una població dels Estats Units a l'estat de Louisiana. Segons el cens del 2000 tenia 2.458 habitants.

## Demografia
Segons el cens del 2000, Greenwood tenia 2.458 habitants, 964 habitatges, i 701 famílies. La densitat de població era de 121,8 habitants/km².
Dels 964 habitatges en un 35,8% hi vivien nens de menys de 18 anys, en un 56,5% hi vivien parelles casades, en un 12,3% dones solteres, i en un 27,2% no eren unitats familiars. En el 22,8% dels habitatges hi vivien persones soles el 8,3% de les quals corresponia a persones de 65 anys o més que vivien soles. El nombre mitjà de persones vivint en cada habitatge era de 2,55 i el nombre mitjà de persones que vivien en cada família era de 3.
Per edats la població es repartia de la següent manera: un 26,3% tenia menys de 18 anys, un 7,3% entre 18 i 24, un 27,7% entre 25 i 44, un 28,6% de 45 a 60 i un 10,1% 65 anys o més.
L'edat mediana era de 38 anys. Per cada 100 dones de 18 o més anys hi havia 95,7 homes.
La renda mediana per habitatge era de 40.408 $ i la renda mediana per família de 52.955 $. Els homes tenien una renda mediana de 38.750 $ mentre que les dones 26.622 $. La renda per capita de la població era de 19.374 $. Entorn del 9,3% de les famílies i el 13,3% de la població estaven per davall del llindar de pobresa.

## Poblacions més properes
El següent diagrama mostra les poblacions més properes.